# Скършена джамия (Битоля)
Скършената джамия, още Якък джамия или Кърък джамия (на турски: Yıkık Cami, Kırık Cami, на македонска литературна норма: Скршена џамија), е бивш мюсюлмански храм в град Битоля, Северна Македония.

## Местоположение
Джамията е била разположена в южната част на града, отдалечена от чаршията, на улицата, водеща към Ленския мост. На мястото е построен жилищният комплекс „Грозд“.

## История
Местна християнска легенда твърди, че на мястото на джамията е имало християнска църква, посветена на Свети Николай или на Свети Павел. Местните християни посещават храма и палят свещи на източната стена. В 1974 година са проведени археологически разкопки, които обаче не показват наличие на по-ранна сграда.
На базата на архитектурата може да се предположи, че храмът е изграден в XVI – XVII век, като пример за провинциален консерватизъм.
Името си Скършена дължи на това, че пострадва силно от бомбардировките през Първата световна война, а минарето ̀и е скършено наполовина.
Сградата е разрушена в 1974 година, поради лошото си състояние. Върху нея е изградена сградата „Грозд“.
Според Гюлшен Дишли малката сграда първо е била изградена като джамия, а после превърната в тюрбе.

## Архитектура
Джамията е била малка с квадратно молитвено пространство с основа 7,93 m. Покрита е била с плитък купол върху пандантиви с диаметър 6 m. Барабанът е опростен с използване на горните ъгли на пандантивите – стар метод за преход, типичен за ранните джамии. Зидарията е била клоазоне с редуващи се редове камък и четири реда тухли. Стените са били дебели 1 m. Горните части на сградата са били от ломен камък, покрит с керемиди. Минарето е имало основа от камък и тухла, то тялото му и шерефето са били изцяло от тухла. На север е имало трем с размери 3,72 x 7,93 m с полуцилиндричен свод.